# Загребельный, Александр Николаевич
Александр Николаевич Загребельный (24 февраля 1937, Днепропетровск — 19 ноября 1993, Киев) — советский и украинский певец (бас). Лауреат Всесоюзного конкурса вокалистов им. Глинки (1968), народный артист УССР (1982).

## Биография
Окончил в 1968 году обучение в Киевской консерватории по классу Н. Снага-Паторжинской, принят в Киевский театр оперы и балета.
Лауреат Шевченковской премии 1976 года — совместно с Д. Д. Шостаковичем, К. А. Симеоновым, Л. Н. Венедиктовым, Е. В. Колесник — за оперу «Катерина Измайлова» в Киевском театре оперы и балета имени Т. Г. Шевченко.
В 1973 году был на стажировке в Миланском театре «Ла Скала».
Выступал также как камерный певец.
Среди звукозаписей — симфония-кантата № 1 «Моя Украина» (1943) А. Я. Штогаренко, симфонический оркестр Киевской консерватории, Лариса Юрченко (меццо-сопрано), дирижёр Степан Турчак.
Скончался 19 ноября 1993 года. Похоронен вместе с семьей на Байковом кладбище Киева (участок № 49а).